# Hypnum subpinnatum
Hypnum subpinnatum är en bladmossart som beskrevs av Georg Ernst Ludwig Hampe 1881. Hypnum subpinnatum ingår i släktet flätmossor, och familjen Hypnaceae. Inga underarter finns listade i Catalogue of Life.